# James G. Birney

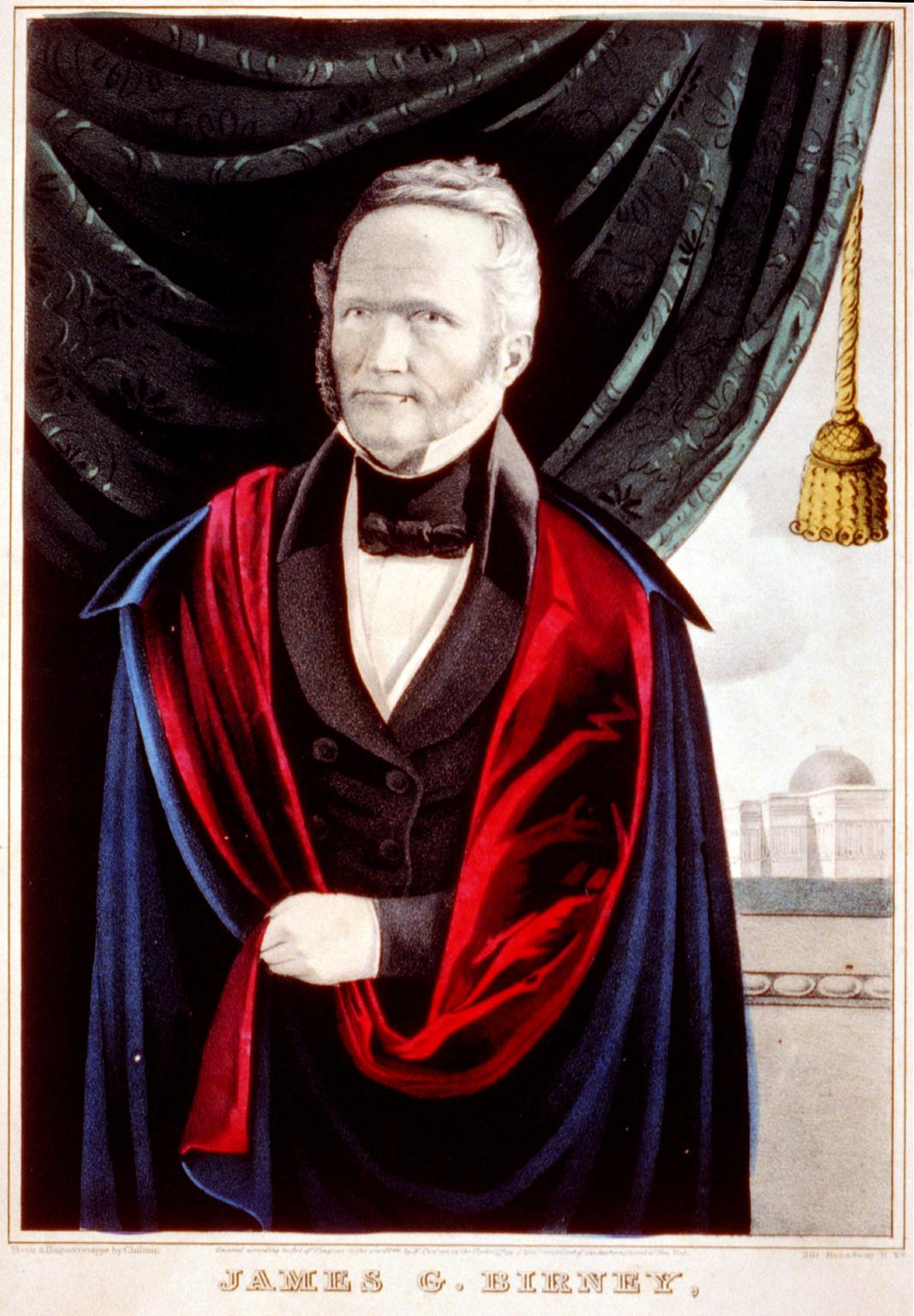
James G. Birney

James Gillespie Birney, född 4 februari 1792, död 25 november 1857, var en amerikansk politiker och abolitionist. Han var presidentkandidat för Liberty Party i 1840 och 1844 års presidentval i USA. Han fick första gången 7 069 röster och 62 237 röster i andra försöket.
Birney var av irländsk släkt. Han föddes i Danville, Kentucky, och studerade vid Transylvania University och College of New Jersey (numera Princeton University). Alexander J. Dallas undervisade honom i juridik i Philadelphia. Birney inledde 1814 sin karriär som advokat i Danville och valdes två år senare till delstaten Kentuckys lagstiftande församling. År 1818 flyttade han till närheten av Huntsville, Alabama. Han hade länge varit slaverimotståndare och debatterat emot slaveriet vid College of New Jersey, men han var nöjd med att avveckla slaveriet stegvis. I Alabama arbetade han 1832–1833 som agent för The National Colonization Society of America som hade som mål att skicka frigivna slavar till Liberia. Han flyttade 1833 tillbaka till Kentucky och frigav sina egna slavar. År 1839 ärvde han 21 slavar efter sin far och frigav dem alla.
Birney hade i det skedet kommit fram till att slaveriet borde upphöra omedelbart. Han grundade 1835 slaverimotståndarnas Kentucky Antislavery Society. När han inte lyckades publicera en tidning med motstånd mot slaveriet som linje i Kentucky, flyttade han till Cincinnati, Ohio, där första numret av The Philanthropist utkom 1 januari 1836. Våldsamma folkmassor förstörde tryckeriet flera gånger under åren och Birney själv levde under hot.
Birney var emot våld och stödde USA:s konstitution. Han valdes 1837 till sekreterare för American Anti-Slavery Society, Amerikanska antislaverisällskapet. Han talade många gånger inför stora folksamlingar och blev känd som ledaren för abolitionisterna som var emot alla våldshandlingar och revolutionära åtgärder. 1840 och 1844 var han det abolitionistiska partiet "liberty party"s presidentkandidat. 
År 1845  föll han från en hästrygg och invalidiserades för resten av livet.
Äldste sonen James Birney var viceguvernör i Michigan 1860. Två andra söner, William Birney och David B. Birney, var generaler i nordstatsarmén i amerikanska inbördeskriget.